# 渡槽賽馬場車站
渡槽賽馬場車站是紐約地鐵IND洛克威線一個地鐵站，位於皇后區南臭氧公園渡槽賽馬場近皮特金大道西側，設有只限北行A線（任何時候停站）列車服務。此站於1959年興建以服務賽馬場，賽馬日子車站將開行不停站「水道特別」列車由42街-港務局客運總站不停站前往此站。此特別列車後來由JFK特快取代，但1992年所有列車都取消停靠此站。
車站在1997年重開，但在2011年再次關閉。車站在2013年重建方便前往賭場渡假世界的乘客而再度重開。渡槽賽馬場車站是紐約地鐵其中一個甚少乘客使用的車站，2016年按乘客量排行第392位。

## 車站結構
| P 月台層 | 閘機               | 出入口 升降機到街道及往世界賭場渡假區行人通道               |
| P 月台層 | 側式月台，右側開門 |                                                             |
| P 月台層 | 北行               | 往英伍德-207街（洛克威林蔭路）                              |
| P 月台層 | 北行快車           | 道床                                                        |
| P 月台層 | 南行快車           | 道床                                                        |
| P 月台層 | 南行               | 不停靠（水道-北導管大道）                                   |
| G        | 街道層             | 往渡槽賽馬場出入口；往水道-北導管大道及皮特金大道的行人通道 |

此站位於土堤上，車站設有四條軌道，但只有兩條外側軌道營運。兩條中央快車軌道與路線切斷而且永久拆除:PDF p. 162:54。車站以北，一部分的南行快車軌道在其北端與南行慢車軌道匯合，並在南端的止衝擋結束。此段軌道可用於營運或工程車，但在鄰近皮特金車廠成為首要車廠後變得多餘:54。

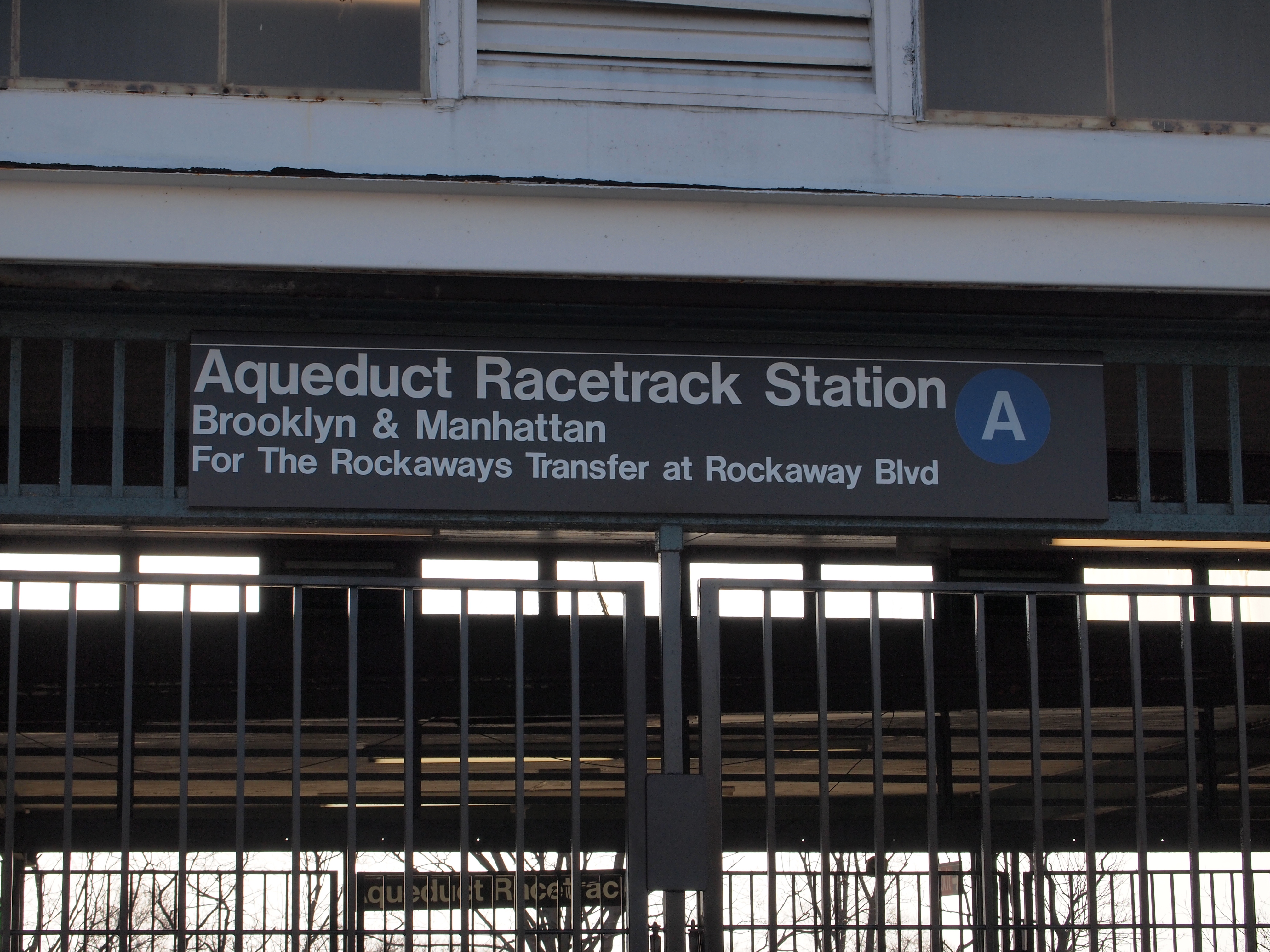
此指示牌顯示車站只有一個月台，並建議乘客前往洛克威並在洛克威林蔭路轉乘。

此站是紐約地鐵唯一單向服務的車站。此站只在北行一側設有一個側式月台，並設有一個出口直接前往渡槽賽馬場。因此，此站只有北行列車停靠前往布魯克林和曼哈頓。前往洛克威的南行列車無法停靠此站，因此此站無法直接由曼哈頓和布魯克林到達。然而，過去南行列車會利用車站以北的渡線以此站為總站。此站起初標示「只在賽馬日子營運」，但部分列車無論任何時間都停靠，而乘客並不能經常離開此站，視乎賽馬場是否開放。

## 外部連結
- nycsubway.org—IND Rockaway: Aqueduct Racetrack
- The Subway Nut – Aqueduct Racetrack Pictures （页面存档备份，存于）
- the northern end of the platform from Google Maps Street View （页面存档备份，存于）
- station and skybridge to the casino from Google Maps Street View